# 美濃下野站
美濃下野站（日语：／ Mino-Shimono eki */?）是位於岐阜縣惠那郡福岡町（現時：中津川市），北惠那鐵道北惠那鐵道線的鐵路車站（廢站）。
日本三大庚申之一「下野庚申堂」鄰近此站。

## 歷史
- 1924年（大正13年）8月5日：北惠那鐵道線開通，此站啟用[1]。
- 1968年（昭和43年）：成為業務委託車站。
- 1978年（昭和53年）9月18日：北惠那鐵道線廢除，此站也被廢除[1]。

## 車站設施
此站是地面車站，設有2面2線的相對式月台。西邊的月台是供貨運列車使用（引上線）。因此實際上此站沒有交會設施。
在車站招牌上，此站的名稱是以標示。

## 現狀
車站遺址處還有兩座月台遺跡，中間部分已經填滿泥土。周邊變成民居的停車場。在此站附近的柏原川橋樑（鐵路橋）還遺留了一段橋面。

## 相鄰車站
北惠那鐵道
北惠那鐵道線
栗本－美濃下野－田瀨

## 注腳
1. 1 2  今尾惠介《日本鐵道旅行地圖帳》7號 北信越（新潮社、2008年）p.41
2. ↑  從Google地圖 （页面存档备份，存于）中可確認這一點

## 相關項目
- 日本鐵路車站列表 Mi